# Преступление господина Ланжа
«Преступление господина Ланжа» (фр. Le Crime de monsieur Lange) — французский комедийно-драматический фильм Жана Ренуара, снятый в 1935 году и вышедший на экраны в 1936 году. В середине 1930-х годов режиссёр сблизился с представителями «Группы Октябрь», которая объединяла кинематографистов левых взглядов, идеи которых нашли отражение в фильме.

## Сюжет
Беглецы Амеде Ланж и Валентина Кардес, скрывающиеся от правосудия, поселяются в небольшом отеле на франко-бельгийской границе. Посетители соседнего бара начинают подозревать, что Амеде Ланж является тем самым убийцей, который объявлен розыск. Валентина просит не выдавать их и рассказывает клиентам бара предшествующие события, которые привели к убийству, чтобы они решили, должны ли они предать официальному правосудию Ланжа или отпустить их.
Амеде Ланж работал в издательстве популярной литературы, которым руководит Поль Батала — нечистый на руку делец, должник укрывающийся от кредиторов и коварный любитель женщин. Ланж в свободное от работы время пишет авантюрный роман про выдуманного персонажа Аризону Джима, действие которого происходит на Диком Западе. Ланж живёт в своих грёзах не замечая постыдных действий своего хозяина, а также влюблённости в него Валентины Кардес, красивой владелицы прачечной, которая ранее была любовницей Батала и считает его самым большим негодяем из всех людей с кем она была знакома. Последний даёт согласие опубликовать роман Ланжа, но при условии, что в его текст будет включена реклама лекарственных средств. Батала соблазняет работницу прачечной Эстеллу, невинную девушку и невесту сына четы консьержей Шарля. Он попадает в дорожное происшествие, в котором получает перелом, и теперь вынужден два месяца пролежать в тесной семейной квартире. Шарль влюблён в Эстеллу, но мать Шарля препятствует ей видеться со своим сыном. После визита полицейского инспектора, обанкротившийся Батала сбегает от кредиторов. Однако поезд, на котором он едет, сходит с рельсов, после чего все решают, что он как и другие погиб в железнодорожной катастрофе. В действительности же ему удалось скрыться, похитив сутану и личные документы находившегося вместе с ним в поезде священника.
В связи с тем, что Батала объявлен умершим, обанкротившееся предприятие переходит во владение его наследника — отставного инспектора Джулиани, которого все ранее приняли за полицейского. Он понимает, что для того чтобы спасти типографию надо принимать меры, и с одобрения Менье, сына главного кредитора соглашается с предложением служащих реорганизовать предприятие на принципах кооператива. Первым символическим действием  созданного кооператива становится демонтаж рекламного щита, закрывавшего окно в комнате болеющего Шарля. Таким образом он наконец-то сможет видеть солнечный свет и получать свежий воздух. Эстелла говорит ему, что беременна от Баталы, но ребенок погибает. «Аризона Джим» выходит из печати в форме цикла романов с фотоиллюстрациями и сразу же завоёвывает крупный успех у читающей публики. Узнав про это Батала возвращается в типографию в рясе священника, чтобы вернуть в своё распоряжение свою фирму и закрыть кооператив. Он неожиданно для всех появляется в тот самый вечер, когда участники кооператива проводят праздничный банкет в ознаменование их успехов. Ланж, который осознает, что означает для всех возвращение к руководству предприятием Батала,  расстреливает его из револьвера, после чего тот умирает призывая к себе священника. Менье-сын переправляет Ланжа с Валентиной на границу, где их подозревают в убийстве местные жители. Собравшиеся посетители бара внимательно выслушивают рассказ Валентины, после чего принимают решения не препятствовать влюбленной паре бежать в Бельгию.

## В ролях
| Актёр            | Роль                             |
| ---------------- | -------------------------------- |
| Рене Лефевр      | Амеде Ланж                       |
| Жюль Берри       | Поль Батала                      |
| Флорель          | Валентина Кардес                 |
| Надя Сибирская   | Эстелла                          |
| Сильви Батай     | Эдит                             |
| Анри Гизоль      | Менье-сын                        |
| Марсель Левек    | консьерж                         |
| Одетт Талазак    | консьержка                       |
| Морис Баке       | сын консьержки                   |
| Жак Брюниус      | Бэньер                           |
| Марсель Дюамель  | Луи, рабочий                     |
| Жан Дасте        | Дик, рабочий                     |
| Поль Гримо       | типограф                         |
| Люсьен Шарбоньер | типограф                         |
| Ги Декомбль      | рабочий                          |
| Сильвен Иткин    | инспектор Джулиани, кузен Батала |

## История создания
Середина тридцатых годов во Франции, на фоне возросшей немецко-нацистской угрозы, опасений по поводу прихода к власти в стране фашистов и крайне правых, была отмечена подъёмом левого движения и его консолидацией в форме Народного фронта. Жан Ренуар под влиянием нескольких факторов вступил, по замечанию критика и историка кино Жака Брюниуса, в «период коммунистического влияния». Он становится близок с членами «Группа Октябрь» (фр. Groupe Octobre), которая объединяла кинематографистов и театральных деятелей левых взглядов, со многими из которых Ренуар близко сошёлся и стал работать в своих более поздних фильмах. К ним можно отнести сценариста Жака Превера, ассистента Ренуара Жака Беккера, композитора Жозефа Косма, актрису Сильви Батай, режиссёр и актёр Жака Брюниуса, Мориса Баке, Жана Кастанье, Фабьена Лори. Сценарий фильма был создан Жаком Превером по замыслу самого Ренуара и Кастанье. Последний был художником ленты Ренуара «Будю, спасенный из воды» (1932), и именно он предложил общую идею картины получившей в окончательном варианте название «Преступление господина Ланжа». Этот сюжет заинтересовал Жака Беккера, ассистента и друга Ренуара, мечтающего создать свой первый собственный фильм. Однако поразмыслив, что фильм у него может не удастся, предложил этот сюжет своему начальнику. Ренуар изучив сценарий, обратился за помощью в создании сценария к Жаку Преверу, которого эта история заинтересовала и он дал своё согласие на участие в фильме. При таких обстоятельствах осенью 1935 года началось сотрудничество «двух непримиримо оригинальных темпераментов», как охарактеризовал этот союз критик Роже Леанхард. Первоначальное название фильма было «Во дворе». Превер приступил к работе над сценарием в августе, а в сентябре уже начинаются съёмки. Следует отметить, что сам режиссёр позже отмечал, что не следует чрезмерно преувеличивать влияние на него коммунистических идей, несмотря на то, что благодаря этому фильму его стали относить к группе левых кинематографистов. По его мнению эта точка зрения возобладала видимо потому, что в картине изображён рабочий кооператив, организационно-производственная структура, которая получила распространение и не вызывает возражений даже в либеральных кругах. Фильм во многом отразил идеи Превера и «Группы Октябрь», представители которого были задействованы во многих ролях ленты, а кооператив о котором идёт речь в фильме несёт на себе отпечаток их группы: «коллектив, основанный на дружбе и творчестве».
Съёмки длились меньше месяца и проходили с октября по ноябрь 1935 года в нормандском городке Ле-Трепор и в студийных павильонах в Булонь-Бийанкур. Благодаря этому фильму Превер стал известен публике и в кинематографических кругах. Марсель Карне в своих мемуарах указывал как он познакомился со сценаристом с которым ему хотелось поставить и с которым в будущем ему выпала удача плодотворно работать. Превер  назначил ему встречу в зале театра «Эдуард VII», который тогда использовался в качестве кинотеатра. В то утро Превер и Ренуар просматривали копию своего фильма, премьера которого была запланирована вечером. По ходу просмотра фильма Карне понял, что ему очень повезло в том, что ему пришла в голову идея обратиться к Преверу с предложением о сотрудничестве: «Его забавные, полные нежности и одновременно жестокости диалоги явно украшали картину». Также некоторым образом благодаря этому фильму произошло другое знакомство. Дело в том, что студийным фотографом на съёмках этого ленты работала Дора Маар, которая на премьере впервые увидела Пабло Пикассо. Через три месяца они познакомились в кафе «Дё маго» и она стала музой и любовницей Пикассо на следующие девять лет.

## Художественные особенности
Большая часть фильма отснята в одной павильонной декорации, которая за счёт продуманной раскадровки постоянно раскрывает своё содержание и меняется. Действие развивается вокруг двора дома, на первом этаже которого находится прачечная и проживает семья консьержа, а на втором размещается типография. На протяжении всего фильма режиссёр развивает эту композицию при помощи операторских приёмов, к которым можно отнести широкие движения камеры и резкие свободные панорамы. По наблюдению историка кино Жоржа Садуля «преступление» к которому отсылает название фильма и его содержание представляет собой символ, а главное в картине — «единение и борьба», вызванные к жизни политическими реалиями эпохи. По его мнению несмотря на некоторые технические несовершенства фильма, они в полной мере «искупаются чарующей нежностью общего тона, веселым характером фильма, его пылом и большим юмором». По своему обыкновению, характерному для того периода творчества, режиссёр на съёмках часто импровизировал, что по мнению Андре-Жоржа Брюнюлена, объясняется тем, что Ренуар не всегда знал заранее, что необходимо отбирать из материала, подсказанного богатой фантазией и живым воображением.

## Критика
По наблюдению киноведа Пьера Лепроона, эта картина продолжает линию фильма Ренуара «Сука» снятого в 1931 году. По его мнению, эти фильмы сближает мотивы «бессилия, неустойчивости, смелости», но с ещё более выделенной социальной линией поведения и ставшей ещё раньше проявляться у режиссёра создавать образы простых людей в контексте   классовых проблем, а не как исключительных людей или исключительные ситуации. В фильме затронуты злободневные темы, которые стали характерными для французского кинематографа 1930-х годов. Так, между этим фильмом режиссёра и картиной Жюльена Дювивье «Славная компания», который первоначально предназначался для Ренуара, имеются несомненные точки соприкосновения, что выражается в стремлении «сделать кинематограф средством художественного выражения социальных интересов». Жак Лурсель, как и Лепроон, отмечает влияние, которое оказало на режиссёра бурная политическая жизнь во Франции в 1930-е годы: «весь фильм несет на себе отпечаток духа Народного фронта». По словам Лурселя, Ренуар, этот «идеологический хамелеон», отразил атмосферу и идеи Народного фронта в идеализированной, но крепкой форме «своеобразной феерии», в которой негодяй Батала противостоит союзу в объединились все «добрые, симпатичные, щедрые герои»: «рабочие, пролетарии и даже богатые наследники, которым приходит в голову блажь поддержать идеалы кооператива, толком даже не зная, что такое кооператив…». По наблюдению того же автора, фильм снят без импровизации на площадке и точно соответствует «самому воинствующему и боевитому сценарию» Превера, а анархистская концепция фильма не сводится только к возвеличиванию различных преимуществ кооператива, но и морально оправдывает убийство негодяя, своеобразно санкционируя его народным судом присяжных, который олицетворяют посетители бара, перед которыми ведётся повествование о предыдущих событиях, которые привели к убийству.
Жак Брюниус относит эту работу Ренуара к его самым значительным фильмам и высказывает сожаление, что влияние Превера было столь непродолжительным, а такое оправданное с художественной точки зрения сочетание Ренуар—Превер могло принести французскому кинематографу  «благотворные вспышки и настоящее очищение». Брюниус также останавливается на некоторых недостатка картины отмечая, что она имеет неровный характер, что искупается сценой смерти в исполнении Жюля Берри, которую критик называет великим эпизодом в истории кино. Лепроон высказывает сомнение в продуктивности и оправданности дальнейшего творческого союза Ренуара и Превера, поскольку он подавил бы индивидуальность режиссёра, часто испытывающего чужое влияние и в таком случае ставя фильм принадлежащий ему лишь наполовину.
По мнению Франсуа Трюффо, который относил фильм к унанимистскому направлению, во всём творческом наследии Жана Ренуара эта картина занимает совершенно особое место, представляя собой «самый непосредственный, самый богатый актёрскими и операторскими „чудесами“, самый правдивый и исполненный чистой красоты, фильм, про который мы скажем, что его коснулась благодать».